# Sveti Kolumban
Sveti Kolumban (lat. Columbanus, Leinster, oko 540. – Bobbio, 23. studenoga 615.) bio je irski opat i misionar.

## Životopis
Školovao se u opatiji Bangor u Ulsteru, a oko 590. godine otišao je u Francusku. Tamo osniva opatiju Luxeuil, znamenitu po skriptoriju. Nakon sukoba s kraljicom Brunhildom i burgundskim kraljem Teodorikom II., 610. odlazi u Švicarsku, gdje misionarski djeluje među Alemanima i Svevima. Potom u Italiji 612. osniva opatiju Bobbio, koja se isticala bogatom knjižnicom i skriptorijem. Od njegovih spisa sačuvani su biblijski komentari, nekoliko pisama i Redovničko pravilo (Regula monachorum) u deset poglavlja.

## Vanjske poveznice
Ostali projekti
|  | Zajednički poslužitelj ima još gradiva o temi Sveti Kolumban |

Mrežna mjesta
- Sveti Kolumban, opat, sveci.net
- Sv. Kolumban - irski svetac kori Papu, odlomak iz knjige Život i spisi sv. Kolumbana Georgea Metlakea